# Burg Liebenstein (Bayern)
Die Burg Liebenstein, heute eine Ruine, befindet sich auf einem Granitkegel unmittelbar nördlich des Plößberger Gemeindeteiles Liebenstein im oberpfälzischen Landkreis Tirschenreuth in Bayern und ist unter der Aktennummer D-3-77-146-24 als Baudenkmal von Liebenstein verzeichnet. „Archäologische Befunde im Bereich der mittelalterlichen Burgruine ‚Liebenstein‘“ werden zudem als Bodendenkmal unter der Aktennummer D-3-6140-0013 geführt.

## Geschichte
Die Höhenburg wurde 1125 erstmals erwähnt. 1292 starb das Erbauergeschlecht der Liebensteiner aus und die Burg wurde 1298 von Dietrich (1) von Parsberg an den Abt Theoderich des Klosters Waldsassen verkauft. Dietrich (1) war mit der Erbtochter Elisabeth des letzten Liebensteiners Heinrich von Liebenstein († 1291/92) verheiratet. Abt Theoderich führte umfangreiche Instandsetzungsarbeiten durch, unter Abt Franz Kübel erhielt die Burg noch eine äußere Mauer. Mit der Aufhebung des Klosters während der Reformation wurde die Burg an den Tirschenreuther Bürger Anton Mehler und seinen Nachkommen verkauft. Nach 1634 wurde die Anlage, nachdem sie zuvor Sitz des Richteramtes gewesen war, nicht mehr bewohnt und verfiel.

## Beschreibung
Am Granitkegel des Burgbergs befanden sich bis in die 1950er Jahre mehrere Steinbrüche, so auch unmittelbar unterhalb der Ruine selbst. Originär erhalten sind nur wenige Grundmauern des Bergfrieds, seit Sommer 2007 werden Teile der Mauern wieder aufgebaut.

## Bilder

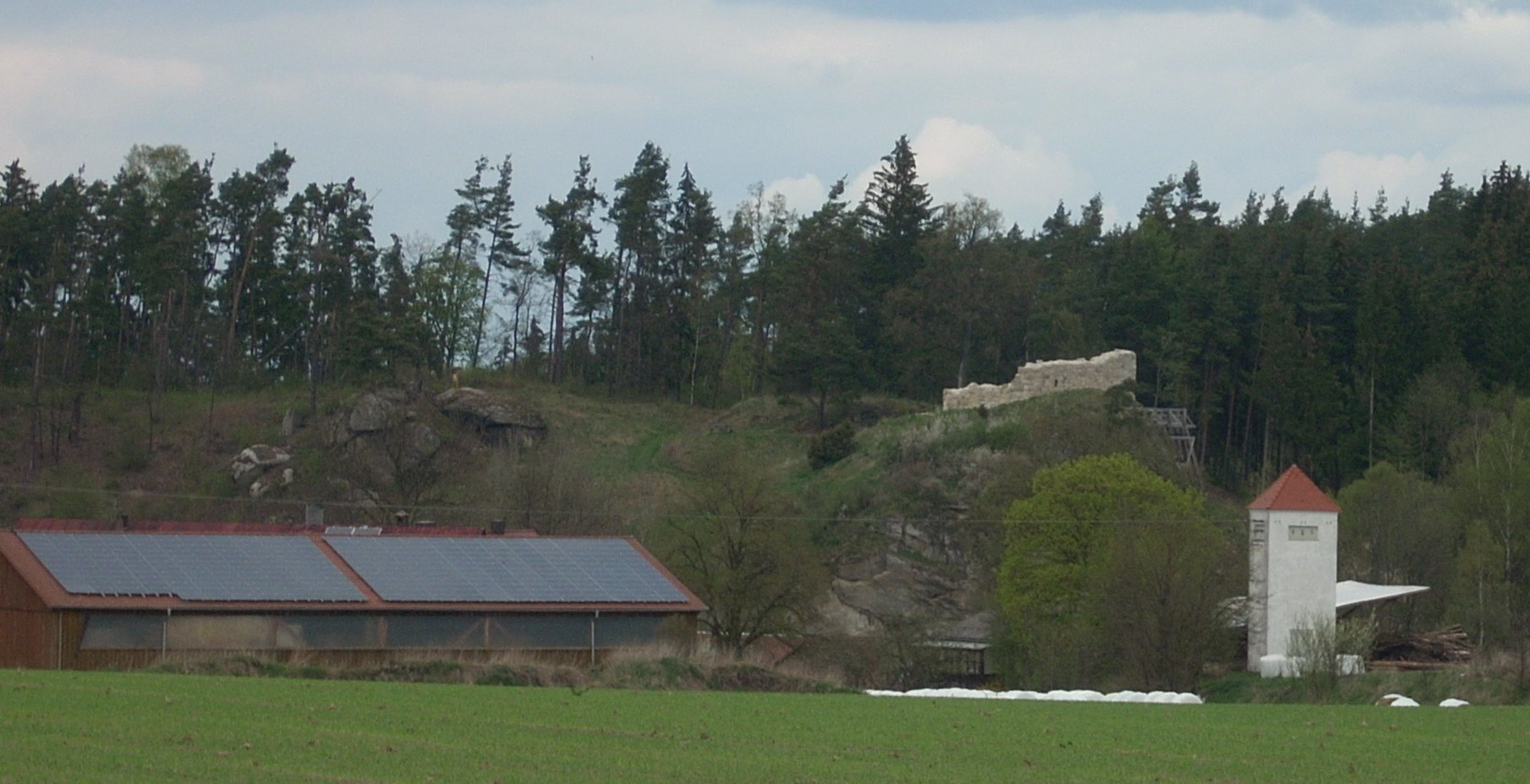
Der Burgberg aus südlicher Richtung aufgenommen
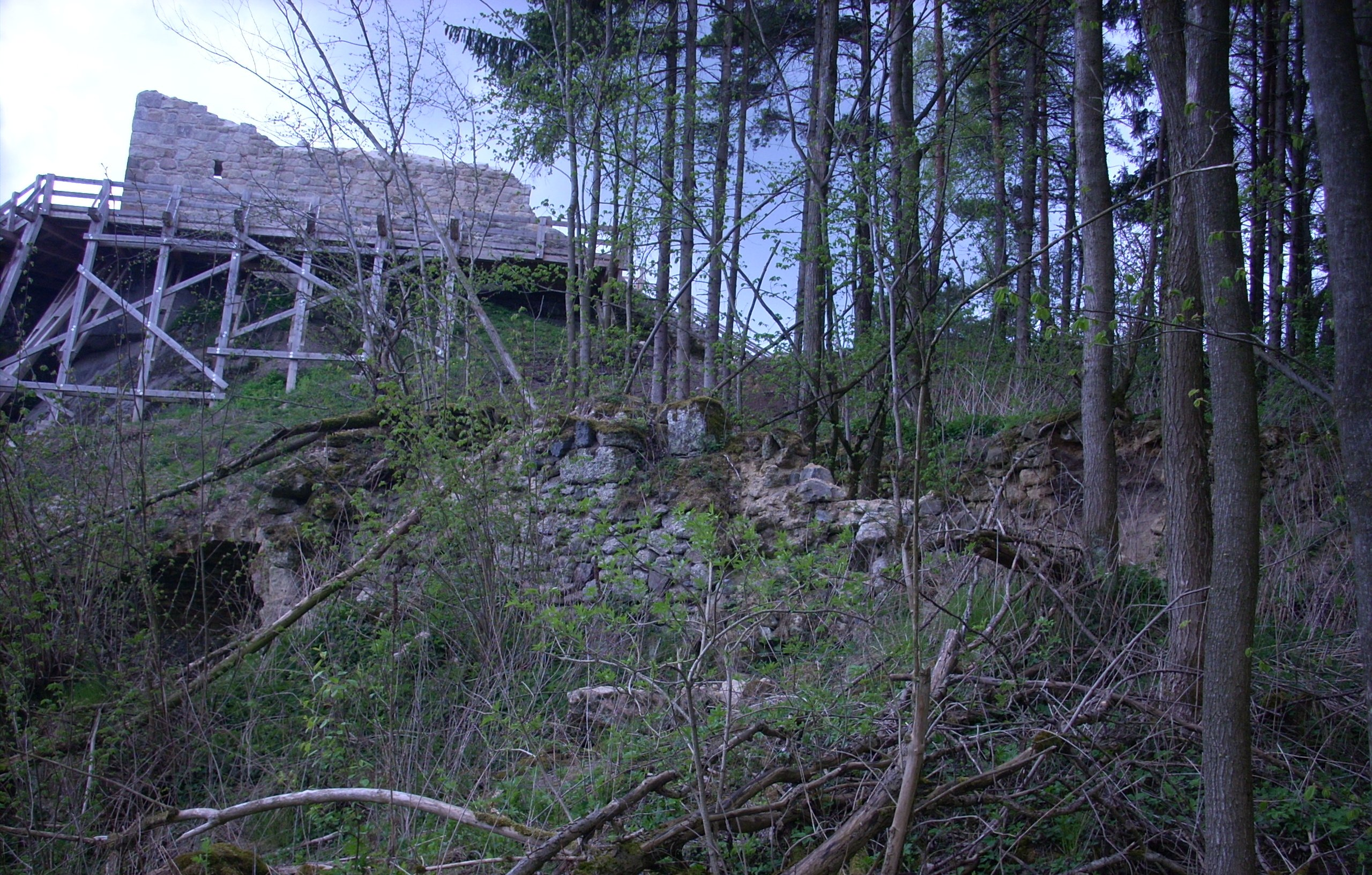
Der Hauptbau von Osten. Die Zugehörigkeit der Gebäude- und Gewölbereste im Vordergrund zur Burganlage ist unklar.
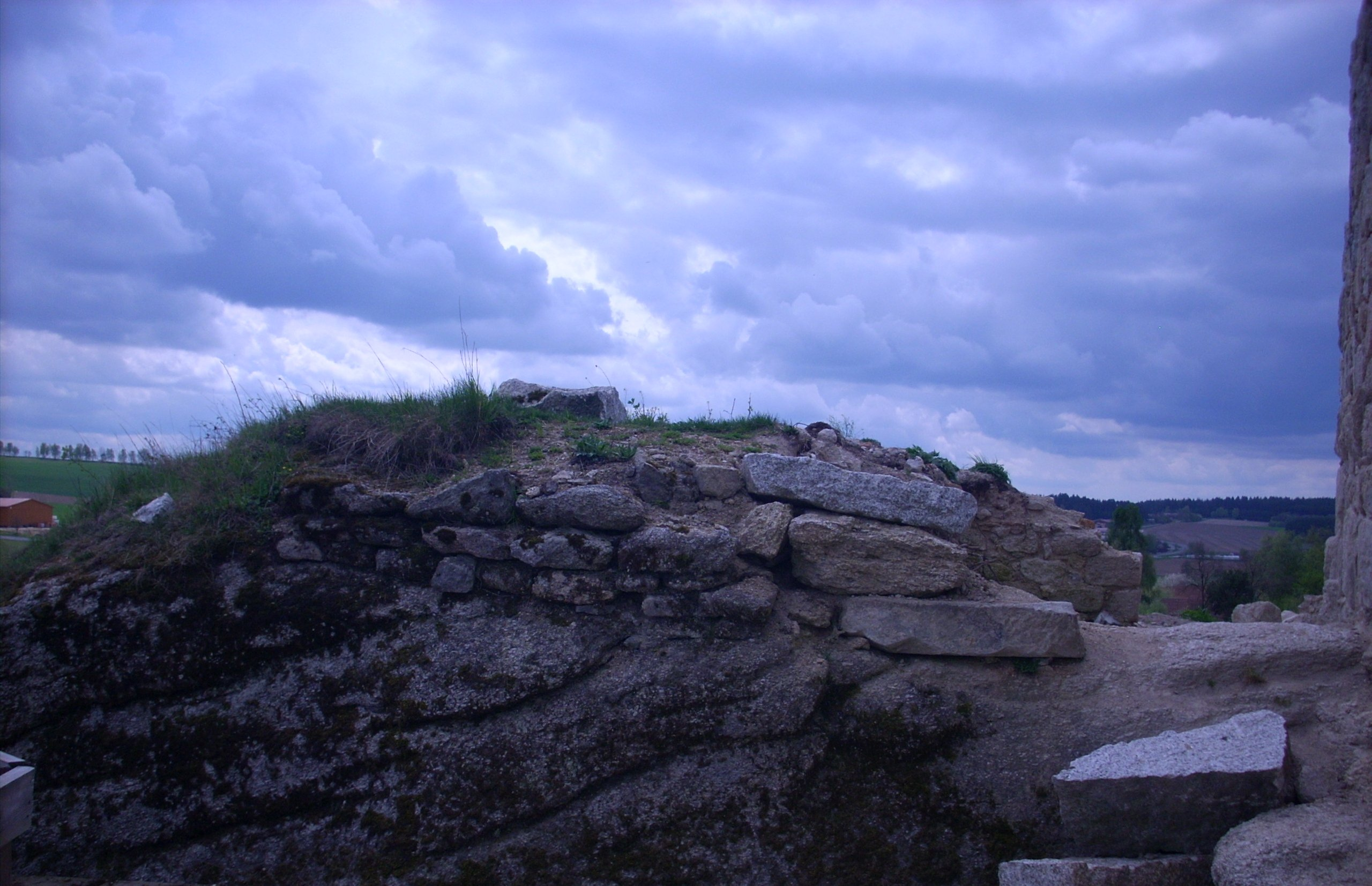
Nicht restaurierte Mauerreste vor dem restaurierten Teil (links im Bild)
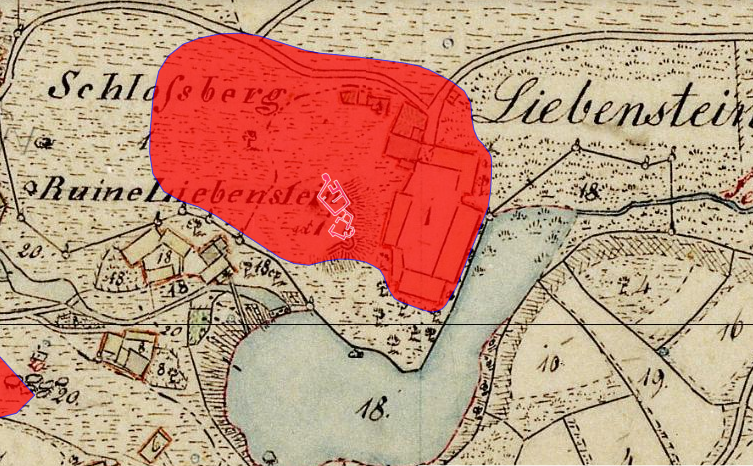
Lageplan von Burg Liebenstein (Bayern) auf dem Urkataster von Bayern